# Krelikiejmy
Krelikiejmy (Duits: Kröligkeim) is een plaats in het Poolse district  Kętrzyński, woiwodschap Ermland-Mazurië. De plaats maakt deel uit van de gemeente Barciany en telt 150 inwoners.